# Защищённые узкороты
Защищённые узкороты (лат. Stereocyclops) — род бесхвостых земноводных, обитающих в Южной Америке.

## Описание
По своему строению в целом похожи на других представителей семейства узкоротов. Особенностями является тонкая кожа, обильно покрытая огромными железами и наличие костяного кольца, окружающего роговую оболочку глаза. Окраска этих земноводных в основном желтоватых, светло-коричневых, блекло-оливковых тонов.

## Образ жизни
Населяют леса, кустарниковые степи, пресноводные озёра. Встречаются на высоте до 600 м над уровнем моря. Активны ночью, питаются термитами. Многочисленные железы этих лягушек выделяют жидкость, которая окутывает все тело земноводного, затем твердеет на воздухе и образует своеобразный панцирь, который защищает от укусов термитов (откуда и происходит название этого рода).

## Размножение
Это яйцеживородящие земноводные, личиночная стадия развития у них проходит в яйце.

## Распространение
Являются эндемиками Бразилии. Обитают в восточной части страны.

## Классификация
На октябрь 2018 года в род включают 4 вида:
- Stereocyclops histrio (Carvalho, 1954) — Лягушка-клоун
- Stereocyclops incrassatus Cope, 1870 — Защищённый узкорот
- Stereocyclops palmipes Caramaschi, Salles & Cruz, 2012
- Stereocyclops parkeri (Wettstein, 1934)